# Bitwa morska koło Grand Port
Bitwa morska koło Grand Port – starcie zbrojne pomiędzy siłami morskimi Francji i Wielkiej Brytanii, które miało miejsce w dniach 20–27 sierpnia 1810 r. w trakcie kampanii na Mauritiusie 1809–1811. Bitwa zakończyła się zwycięstwem francuskim, które jednak nie przeszkodziło siłom brytyjskim w późniejszym opanowaniu wyspy.
Po zajęciu w roku 1810 wysp Réunion oraz wybrzeża Île de la Passe kolejnym celem Brytyjczyków stało się opanowanie wyspy Mauritius. Dnia 20 sierpnia 1810 w rejonie Île de la Passe pojawiło się 5 okrętów francuskich. Eskadra dowodzona przez Victora Guya Duperré składała się z fregat Bellone i Minerve, korwety Victor oraz zdobytych wcześniej na Anglikach pryzów HEICS Ceylon i HEICS Windham. Okręty francuskie obrały kurs na Grand Port, gdzie zamierzano zrzucić kotwicę. Ok. godziny 13.30 brytyjska fregata HMS Néréide oraz baterie nadbrzeżne z Île de la Passe otworzyły ogień do francuskiej korwety Victor, która umknęła do Grand Port. Ostrzelane zostały również fregaty Minerve i Ceylon. Następnego dnia Brytyjczykom udaje się odbić HEICS Windham, który został odesłany na Réunion.
Rankiem 23 sierpnia 1810 r. angielskie fregaty HMS Sirius (kaptain Samuel Pym), HMS Magicienne (kaptain Lucius Curtis), HMS Iphigenia (kaptain Harry Lambert) pojawiły się w rejonie Île de la Passe. Ok. godz. 16.30 jednostki te weszły do Grand Port, rozpoczynając walkę z fregatami francuskimi. Godzinę później na rafę wpadł HMS Sirius, podobnie jak w chwilę później HMS Magicienne, wobec czego siła ognia angielskiego została znacznie zmniejszona. W tym samym czasie HMS Iphigenia otworzyła ogień do fregaty Minerve a HMS Néréide toczył pojedynek z Bellone i Victorem.
O godz, 18:15 HEICS Ceylon pod naciskiem Francuzów skierował się w kierunku lądu, ścigany przez Minerve. W trakcie ucieczki Brytyjczykom udało się zerwać linę kotwiczną francuskiej fregaty Bellone, która zmuszona była bronić się teraz przed ostrzałem prowadzonym z HMS Iphigenia. Ok godz 19 kolejna z kul zerwała łańcuch kotwiczny na HMS Néréide. Jednostkę zaczęło znosić w kierunku Bellone, która natychmiast otorzyła ogień do Anglików. W wyniku 3-godzinnego pojedynku większość załogi Néréide została wyłączona z walki. Po północy zawalił się główny maszt a na pokładzie pojawił się ogień. Ok. godziny 1.50 obie strony wstrzymały ogień.
Wczesnym rankiem następnego dnia Bellone oddała kilka kolejnych salw do HMS Néréide. W tym samym czasie HMS Iphigenia rozpoczęła odwrót. Gdy tylko jednostka brytyjska znalzła się poza zasięgiem dział, ogień francuski skoncentrowano na HMS Magicienne. Po południu 24 sierpnia załoga Magicienne otrzymała rozkaz przejścia na szalupy i wejścia na pokład HMS Iphigenia. Na opuszczonej fregacie brytyjskiej wkrótce wybuchł pożar, który kilka godzin później doprowadził do eksplozji.
Dnia 25 sierpnia francuskie baterie nadbrzeżne otworzyły ogień do brytyjskiej fregaty HMS Sirius. Około godziny 9 także i tę opuszczoną w chwilę wcześniej jednostkę strawił ogień. O godzinie 11 Sirius eksplodował.
27 sierpnia HMS Iphigenia wycofała się do Île de la Passe, gdzie wyokrętowała na ląd zebraną z HMS Magicienne załogę. Tego samego dnia francuskie jednostki Venus, Manche i Astrée dowodzone przez Jacques’a Felixa Emmanuela Hamelina wpłynęły do Grand Port. Francuski dowódca zażądał kapitulacji HMS Iphigenia, co nastąpiło dnia 29 sierpnia 1810 r.

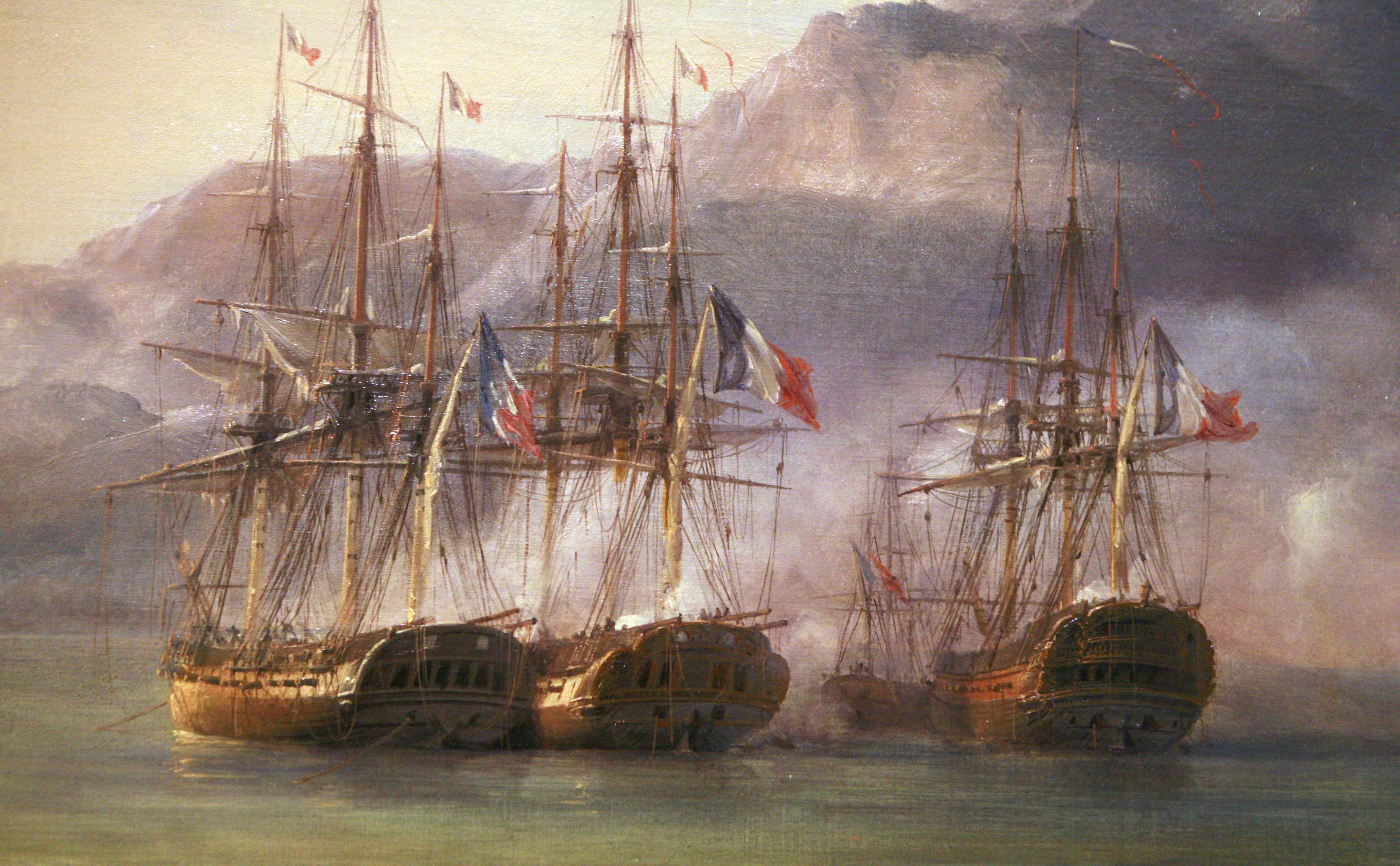
Francuskie okręty Bellone, Minerve i Victor

Bitwa pod Grand Port była największym zwycięstwem floty francuskiej podczas wojny na Oceanie Indyjskim. Straty po obu stronach były bardzo wysokie. Z liczącej 281 członków załogi Néréide zmarło 92 ludzi a 137 zostało rannych w większości ciężko. Na Iphigenia poległo 5 ludzi a 13 zostało rannych, natomiast na Magicienne stosunek ten wyniósł 8 zabitych i 20 rannych. Jedynie na Siriusie nie zanotowano ofiar. Łącznie straty brytyjskie wyniosły 105 zabitych, 170 rannych i 1200 jeńców. Obie zdobyte jednostki angielskie Néréide i Iphigenia włączono do sił francuskich (HMS Iphigenia przemianowano na Iphigenié). W roku 1811 Néréide porzucono w Grand Port jako bezużyteczny wrak. W tym samym roku Iphigenié została odbita przez Brytyjczyków.
Według francuskich danych straty francuskie wyniosły 37 zabitych oraz 112 rannych. Przypuszcza się jednak że są to liczby zaniżone głównie na Bellone.